# هاري يوهانسون
هاري يوهانسون (بالسويدية: Harry Johansson)‏ هو راكب الكنو سويدي، ولد في 1928، وتوفي في 2010 في Västervik ‏ في السويد.